# Yzengremer
Yzengremer ist eine französische Gemeinde mit 509 Einwohnern (Stand 1. Januar 2022) im Département Somme in der Region Hauts-de-France. Sie gehört zum Arrondissement Abbeville, zum Kanton Friville-Escarbotin und zum Kommunalverband Vimeu.

## Geografie
Yzengremer liegt im Norden Frankreichs am Südrand des Départements Somme im Vimeu, etwa sieben Kilometer vom Ärmelkanal entfernt. Die nächste größere Stadt Abbeville, der Hauptort des gleichnamigen Arrondissements, ist 23 Kilometer entfernt und liegt in nordöstlicher Richtung. Direkte Nachbargemeinden von Yzengremer sind Béthencourt-sur-Mer im Nordwesten, Woincourt im Nordosten, Dargnies im Südosten und Méneslies im Westen. Das Gemeindegebiet umfasst 340 Hektar und liegt auf einer mittleren Höhe von 115 Metern über dem Meeresspiegel, die Mairie steht auf einer Höhe von 119 Metern. Das Gemeindegebiet gehört zum Regionalen Naturpark Baie de Somme Picardie Maritime.
Yzengremer ist einer Klimazone des Typs Cfb (nach Köppen und Geiger) zugeordnet: Warmgemäßigtes Regenklima (C), vollfeucht (f), wärmster Monat unter 22 °C, mindestens vier Monate über 10 °C (b). Es herrscht Seeklima mit gemäßigtem Sommer.

## Bevölkerungsentwicklung
Seit 1962 ist die Bevölkerungszahl von 471 auf 558 (Stand 2009) gestiegen.

## Kultur und Sehenswürdigkeiten
Das Schloss Yzengremer befindet sich im Privatbesitz und gehört seit seiner Erbauung der Familie Fautereau. Teile der Fassade sind mit Diamantsteinquaderung verziert. Diese Art von Mauerwerk ist in Frankreich eher ungewöhnlich, war in Italien dagegen üblich. Man schreibt den Bau dieses Schlosses Anne de Fautereau zu (1603–1676), der Maria Strozzi aus Florenz 1647 heiratete. Durch Restaurierungsarbeiten im 19. Jahrhundert ist nicht mehr festzustellen, ob das Bossenwerk ursprünglich die ganze Fassade bedeckte. Zu dem Schloss gehört ein Ziergarten.

## Wirtschaft
Es gibt zwei industrielle Betriebe in der Gemeinde. 1890 wurde das Gebäude für die Schlossfabrik Ducastel et Couillet gebaut. Die Firma hieß dann Ducastel et Dehesdin und heute Robert Couillet.
In der Mitte des 20. Jahrhunderts wurde ein Industriegebäude für die Gießerei Gaston Dehesdin gebaut. Heute heißt die Gießerei Eurofonte.
Lokale Produkte
Auf dem Gemeindegebiet gelten kontrollierte Herkunftsbezeichnungen (AOC) für Lammfleisch (Prés-salés de la baie de Somme). Die Lämmer weiden auf salzigen Wiesen an der Somme-Bucht. Außerdem gelten durch die Nähe zur Normandie geschützte geographische Angaben (IGP) für Schweinefleisch (Porc de Normandie) und Geflügel (Volailles de Normandie).